# 罗伯特·佩鲁
罗伯特·佩鲁（英語：Robert Perew，1923年8月5日—1999年11月14日），美国男子赛艇运动员。他曾代表美国参加1948年夏季奥林匹克运动会赛艇比赛，获得男子四人单桨无舵手铜牌。